# Золочевский замок
Золочевский замок — замок в городе Золочев, Львовская область, Украина. На протяжении веков замок был крепостью, королевской резиденцией, барской усадьбой, тюрьмой, учебным заведением. Сейчас Золочевский замок — это музей-заповедник, отделение Львовской картинной галереи. 

## История
Замок был построен в XVII в. по заказу Якуба Собеского. В 1772 г., когда Львовские земли перешли во владение Австрии, в замке разместился австрийский военный гарнизон, с 1870 года в замке находилась тюрьма, использовавшаяся поначалу властями Австро-Венгрии, в 1914—1915 — России, в 1915—1918 — Австро-Венгрии, с 1919 — Польши, с 1939 — Советского Союза. В сталинский период в замке находилась спецтюрьма НКВД—МГБ, в подвалах замка осуществлялись массовые расстрелы неугодных режиму. В 1954 году Золочевская спецтюрьма была ликвидирована.

## Описание

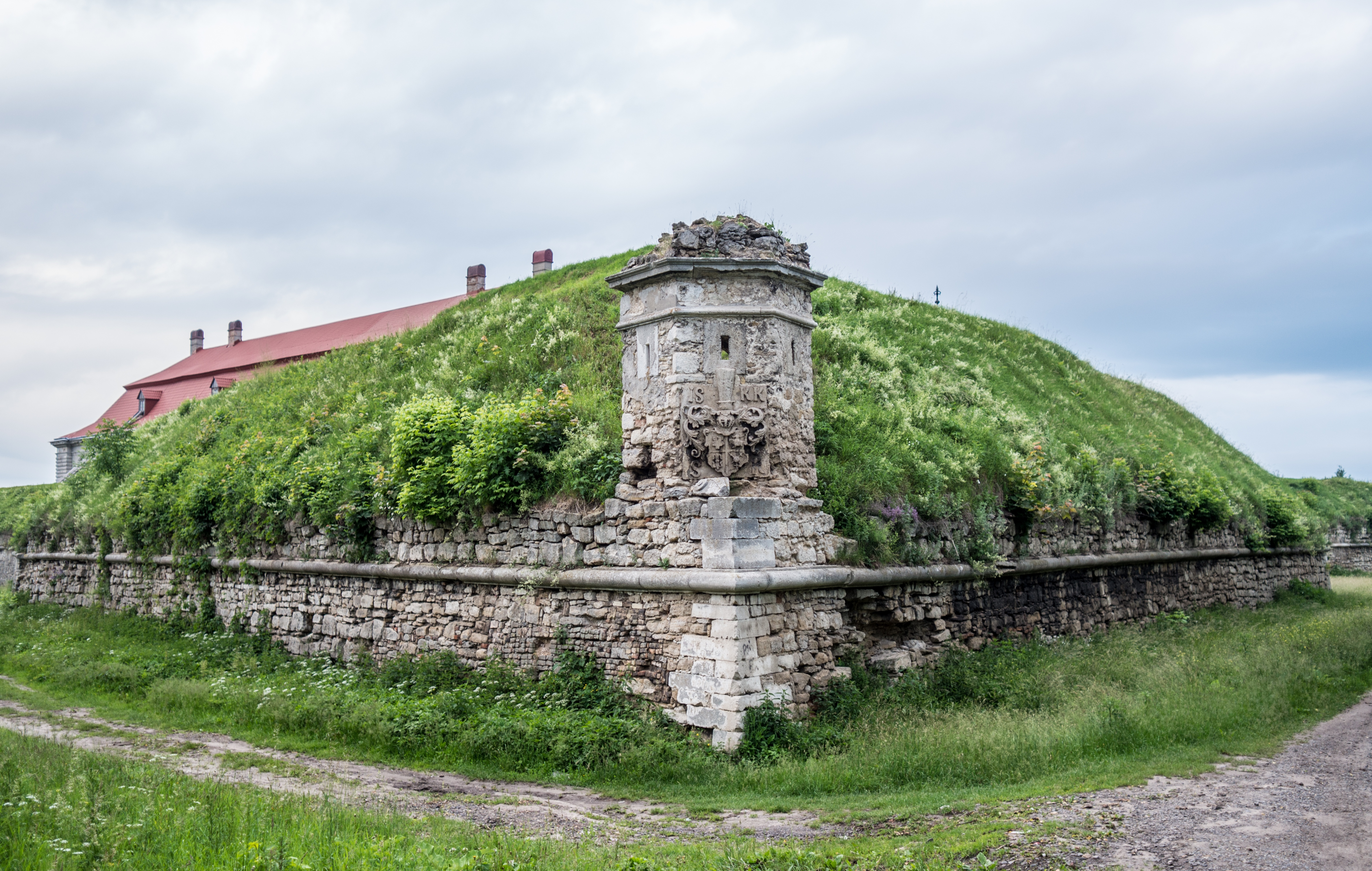
Бастионные укрепления замка

Веками замок — крепость, королевская резиденция, барская усадьба, тюрьма, учебное заведение. Замок был возведен на средства Якуба Собеского (отец короля Речи Посполитой Яна III Собеского) в 1634 году как оборонительная крепость по проекту неизвестного итальянского архитектора на месте старого деревянного замка, который окружали мощные земляные валы, обложенные камнем, с бастионами на углах и рвы с водой. Во дворе замка есть два дворца. Больший из них имеет название Большого дворца, а напротив въездной башни расположен Китайский дворец. Замок также интересен тем, что здесь была первая система канализации, которая сохранилась до наших дней.
Замок представляет неоголландский тип оборонительных сооружений и относится к памятникам типа «palazzo in fortezzo», то есть сочетает функции обороны и жилья.
Оборонительные сооружения Золочевского замка — это валы, бастионы, надвратная башня, мост и равелин. Со времен основания сохранились валы, бастионы, частично надвратный корпус, а равелин и мост — реконструкция.
В замковом дворе сохранились доныне только Китайский дворец, Большой жилой дворец и значительно перестроенная в конце XIX века надвратная башня.
Въездная башня, Китайский дворец, Большой жилой дворец создают ренессансный ансамбль.

## Большой жилой дворец

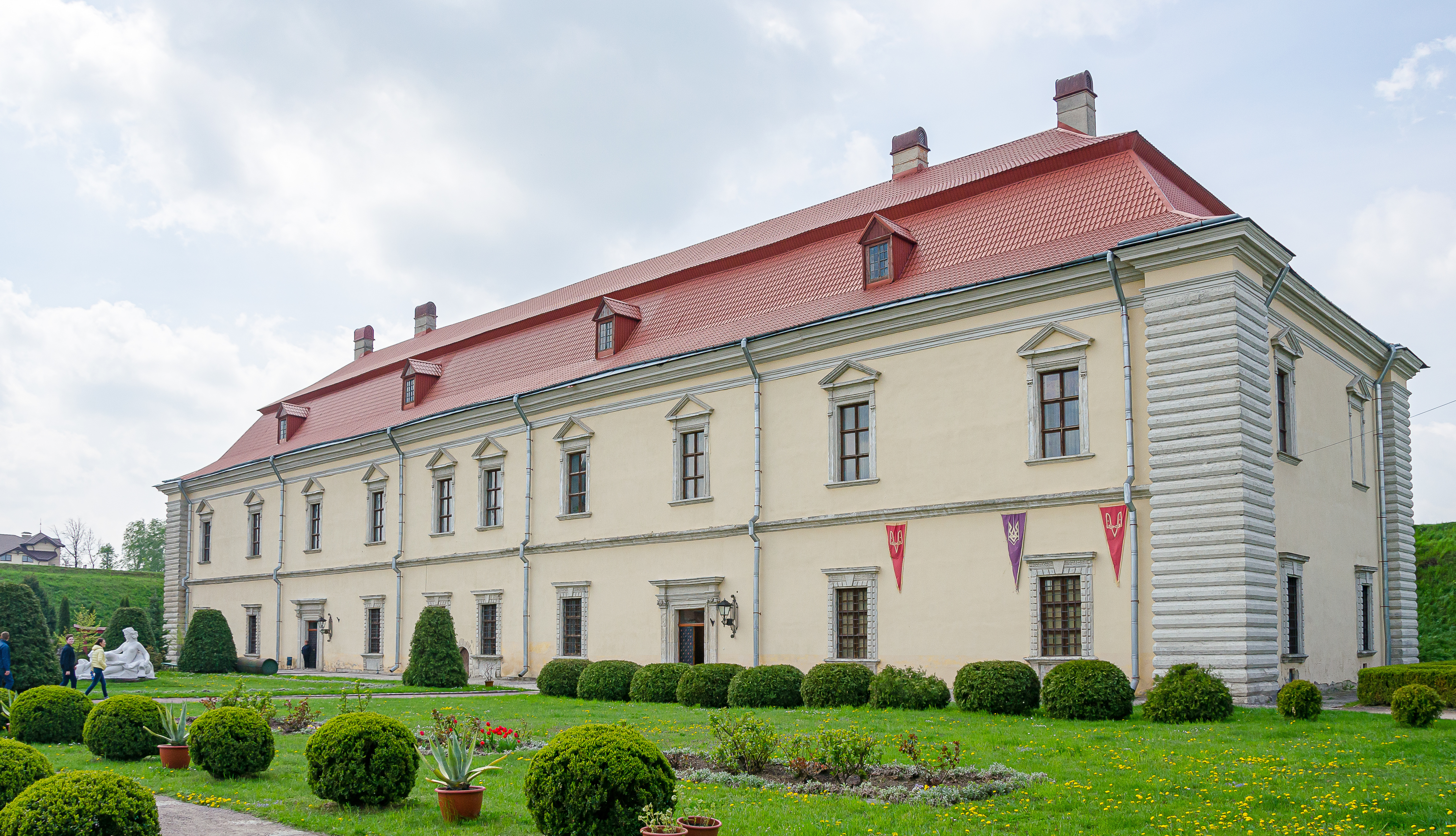
Большой жилой дворец

Большой жилой дворец Золочевского замка — это двухэтажное здание 72×22 м с подвалами. В процессе реставрации воссоздана размещение комнат, найдены шесть туалетов начале XVIII века, потайной ход и трубы. Потерянными являются печи, камины, полы. Из порталов внутренних дверей сохранился один полностью на первом этаже и два полуразрушенные на втором этаже.
В августе 2009 года Большой дворец Золочевского замка открыт для осмотра. На первом этаже Большого дворца в экспозиционных залах представлена история замка, тюремное время, период реставрации, регион Золочева. Также здесь размещена дворцовая часовня Благовещения, выставочный зал, залы XVII и XVIII века и королевская казна с реконструкцией короны Даниила Галицкого. На втором этаже дворца находится отдел «Интерьеры периода историзма».
В Большом дворце представлено более 550 экспонатов, в том числе 122 единицы живописи, 123 единицы мебели, оружие, фарфор, скульптура, ковры, вещи, найденные во время реставрационных работ, охотничьи трофеи и прочее.
Среди живописных работ портреты XVII—XIX веков, копии картин известных европейских художников: А. Дюрера «Мадонна с младенцем», П. Рубенса «Святой ужин», «Суд Соломона», Рембрандта «Изгнание Агари», «Ученый», «Портрет мужчины», А. ван Дейка «Портрет молодого человека» («Портрет Рупрехта с Палатинату») и многие другие.

## Китайский дворец

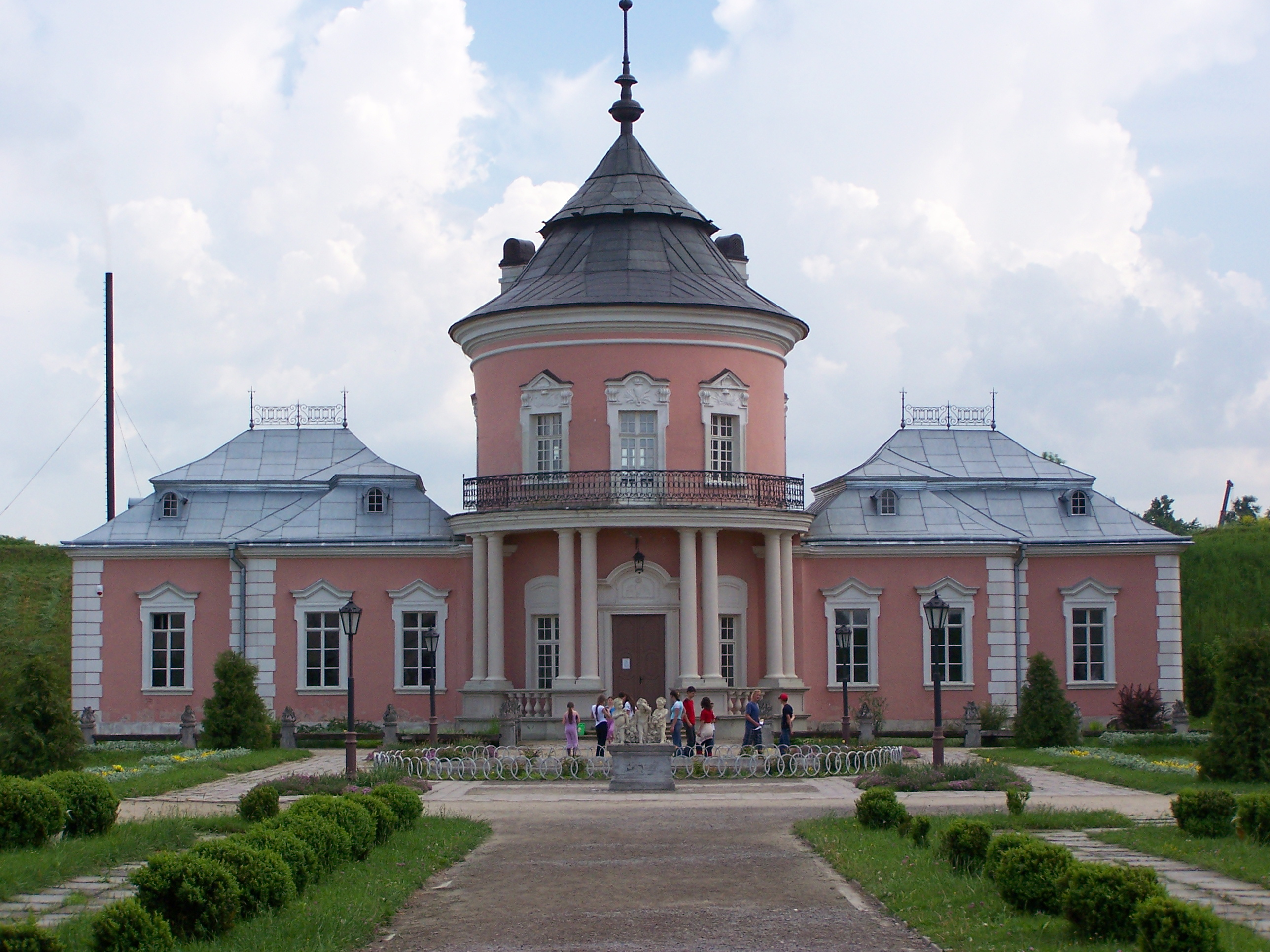
Китайский дворец

Китайский дворец в Золочевском замке построен в конце XVII века. Дворец имеет вид двухэтажной остроконечной ротонды с одноэтажными боковыми пристройками. Сначала это была галерея-ротонда с восемью колоннами со стороны главного фасада и балконом вокруг. В XVIII веке достраивают боковые пристройки и называют здание Китайским дворцом. Рельефы над дверями и окнами второго этажа ротонды сохранены.
В отреставрированном Китайском дворце Золочевского замка 21 мая 2004 открыт Музей Восточных культур.
В центральной двухэтажной части Китайского дворца — ротонде — обустроена интерьер и «чайный зал». В пяти экспозиционных залах представлено около 250 произведений живописи, графики, скульптуры, предметов декоративно-прикладного искусства, а также археологических экспонатов, представляющих искусство Египта, Шумера, Китая, Японии, Индии, Индонезии, Турции, Персии. Среди экспонатов — мумия сокола, фрагменты египетских саркофагов, японская графика второй половины XVIII века, лаковые изделия Китая, восточные ткани XVII—XVIII веков, полотно львовского художника конца XVII века Ивана Малиновского «Иерусалим».
Вокруг Китайского дворца заложен восточный парк с беседкой.

## Равелин
В 2007 году возобновлено одно из оборонительных сооружений замка — равелин. Теперь в нём расположен ресторан, сувенирный магазин, санузел.

## Часовня-памятник у входа в замок
Во время реставрации Золочевского замка, в июле 1995 года, открыта часовня-памятник жертвам, замученным в замке. Авторский коллектив часовни-памятника — архитектор Василий Каменщик, скульптор Феодосия Бриж, художники Евгений и Ярема Безниско.

## Загадочные камни
Одним из самых интересных экспонатов в Золочевском замке являются камни с зашифрованными надписями. Надписи, датированные концом XIV — началом XV веков, пока не расшифрованы. Камни привезли в 2000 году с окраины Золочева — села Новоселки. Предполагают, что надписи могли быть сделаны тамплиерами, которым также мог принадлежать замок, руины которого сохранились в окрестностях Новоселок.

## Благотворительность
Более 20 млн грн. на восстановление Золочевского замка пожертвовал Петр Писарчук. За эти средства реставрировали Китайский и Королевский дворцы, проложили системы водо-и теплоснабжения, восстановили фасад Большого дворца, построили туннель у ворот для заезда, равелин, подъемный мост. Рядом с замком открыли памятник сакрального искусства «Источник», который стал символическим въездным знаком.